# Herman Skantze
Claes Herman Skantze, född 5 december 1845 i Hammerö, Hanhals socken, död 24 mars 1914 i Kungsbacka, var en svensk företagsledare.
Herman Skantze tog skepparexamen 1866 och kompletterade med en ångfartygsexamen 1884. Han var befälhavare på flera fartyg bl.a. på briggen Edla, fregatten Sverige och ångfartyget Harold. År 1889 flyttade han till Karlskrona och blev fabrikör och delägare i Wahlqvistska Klädesfabriken och Karlskrona Lampfabrik, vars VD han var fram till 1900 och styrelsens ordförande fram till 1908. På Herman Skantzes initiativ startades Gjuteri- och Mekaniska Werkstads AB i Karlskrona år 1898. Han var dess ordförande fram till 1909 då företaget såldes till Karlskrona Lampfabrik.
År 1900 flyttade Herman Skantze till Göteborg och blev där en uppskattad styrelseledamot i flera företag b.a. Rederi Transatlantic, August Leffler & Son och brorsonens Bryggeri AB Falken i Falkenberg.
Herman Skantze var son till kofferdikapten Olof Skantze och hans hustru Catharina född Qväderlöf. Han var gift tre gånger bl.a. med Edith Hedlund (dotter till Sven Adolf Hedlund). Sammanlagt hade han sju barn. Han var farbror till John L. Skantze och kusin till Hugo Skantzes far.